# Azzurra Volley San Casciano 2015-2016
Questa voce raccoglie le informazioni riguardanti l'Azzurra Volley San Casciano nelle competizioni ufficiali della stagione 2015-2016.

## Stagione

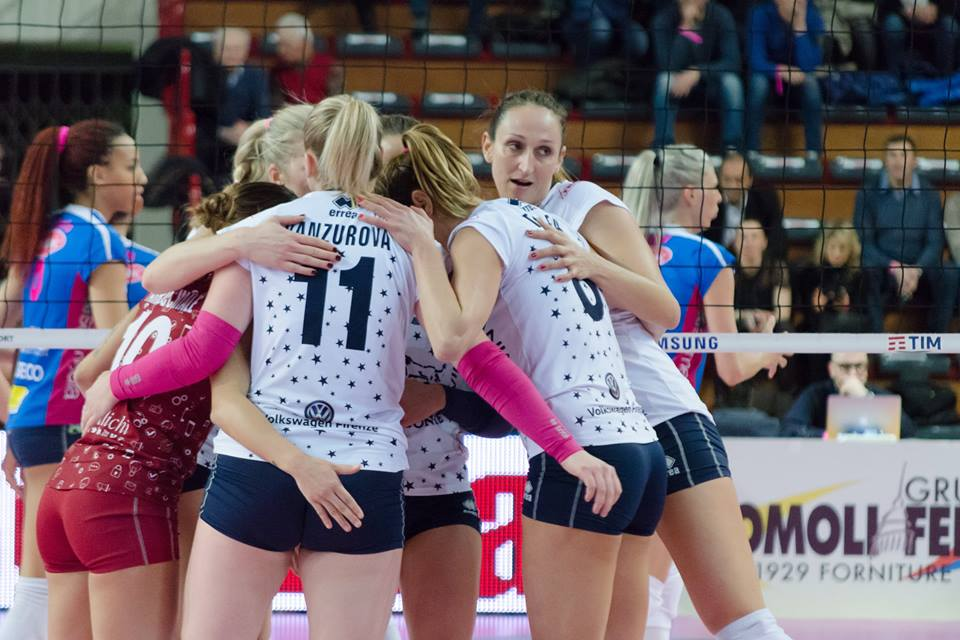
La squadra esulta dopo un punto

La stagione 2015-16 è per l'Azzurra Volley San Casciano, sponsorizzata da Il Bisonte e portando nella denominazione la città di Firenze, sede del palazzetto di gioco, la seconda consecutiva in Serie A1. Viene confermato l'allenatore Francesca Vannini; la rosa è rinforzata con gli arrivi di Tereza Vanžurová, Elena Perinelli e, a campionato in corso, di Marta Bechis, Nataša Krsmanović e Senna Ušić che vanno a sostituire le cedute Ilka van de Vyver e Nađa Ninković. Tra le partenze rispetto alla scorsa stagione quelle di Rita Liliom, Federica Mastrodicasa, Alessandra Petrucci e Floriana Bertone, mentre tra le conferme quelle di Raffaella Calloni, Beatrice Parrocchiale, Carmen Țurlea e Chiara Negrini.
Il campionato si apre con la sconfitta contro la LJ Volley ma la prima vittoria arriva nella giornata successiva, per 3-2 contro il River Volley: questo sarà l'unico successo del girone di andata per la squadra toscana, che riuscirà a conquistare solamente altri due punti grazie alle gare perse al tie-break contro l'Obiettivo Risarcimento Volley e il Volleyball Casalmaggiore, chiudendo all'ultimo posto in classifica, fuori dalla zona qualificazione per la Coppa Italia. Il girone di ritorno inizia con due stop per poi essere segnato dalla vittoria sul Neruda Volley; anche il resto della regular season è segnato da risultati negativi: tuttavia il club di San Casciano in Val di Pesa riesce ad ottenere altre due vittorie, una alla ventitreesima giornata contro il Club Italia e una all'ultima giornata contro l'Imoco Volley, chiudendo al dodicesimo posto in classifica e retrocedendo in Serie A2, non potendo beneficiare neanche della disputa dei play-off in quanto separata da più di quattro punti dall'undicesima classificata.

## Organigramma societario
Area direttiva
- Presidente: Elio Sità
- Vicepresidente: Simone Innocenti

Area organizzativa
- Direttore sportivo: Duccio Ripasarti
- Dirigente: Gino Mazzi, Maurizio Petrocelli, Giovanni Sieni, Alessandro Ginanni
- Team manager: Silvia Giovannelli
- Consulente tecnico: Giuliano Lisi

Area tecnica
- Allenatore: Francesca Vannini
- Allenatore in seconda: Giampiero Gentile
- Assistente allenatore: Maurizio Reali
- Scout man: Giorgio Cotroneo

Area comunicazione
- Ufficio stampa: Andrea Pratellesi

Area sanitaria
- Medico: Laura Bavecchi Chellini
- Preparatore atletico: Gabriele Valenzi
- Fisioterapista: Francesco Diaferia, Michele Savarese

## Rosa
| N° | Nome                  | Ruolo | Data di nascita  | Nazionalità sportiva |
| -- | --------------------- | ----- | ---------------- | -------------------- |
| 1  | Elena Perinelli       | S/O   | 27 giugno 1995   | Italia               |
| 3  | Nađa Ninković         | C     | 1º novembre 1991 | Serbia               |
| 3  | Marta Bechis          | P     | 4 settembre 1989 | Italia               |
| 5  | Fiamma Mazzini        | P     | 9 ottobre 1989   | Italia               |
| 6  | Carmen Țurlea         | S/O   | 18 novembre 1975 | Romania              |
| 7  | Chiara Negrini        | S     | 27 aprile 1979   | Italia               |
| 8  | Ilka van de Vyver     | P     | 26 gennaio 1993  | Belgio               |
| 10 | Beatrice Parrocchiale | L     | 26 dicembre 1995 | Italia               |
| 11 | Tereza Vanžurová      | S/O   | 4 aprile 1991    | Rep. Ceca            |
| 12 | Giulia Pietrelli      | S     | 27 agosto 1988   | Italia               |
| 13 | Raffaella Calloni     | C     | 4 maggio 1983    | Italia               |
| 14 | Nataša Krsmanović     | C     | 19 giugno 1985   | Serbia               |
| 15 | Linda Martinuzzo      | C     | 10 ottobre 1992  | Italia               |
| 17 | Senna Ušić            | S     | 14 maggio 1986   | Croazia              |

## Mercato
| Acquisti | Acquisti          | Acquisti         | Acquisti   |
| R.       | Nome              | da               | Modalità   |
| -------- | ----------------- | ---------------- | ---------- |
| P        | Marta Bechis      | Imoco            | definitivo |
| C        | Nataša Krsmanović | Beijing          | definitivo |
| C        | Linda Martinuzzo  | VolAlto Caserta  | definitivo |
| P        | Fiamma Mazzini    | Zambelli Orvieto | definitivo |
| C        | Nađa Ninković     | Volero Zurigo    | definitivo |
| S/O      | Elena Perinelli   | LJ               | definitivo |
| S        | Senna Ušić        | Shanghai         | definitivo |
| P        | Ilka van de Vyver | RC Cannes        | definitivo |
| S/O      | Tereza Vanžurová  | Savino Del Bene  | definitivo |

| Cessioni | Cessioni              | Cessioni    | Cessioni   |
| R.       | Nome                  | a           | Modalità   |
| -------- | --------------------- | ----------- | ---------- |
| C        | Floriana Bertone      | LJ          | definitivo |
| S/O      | Rita Liliom           | Pesaro      | definitivo |
| C        | Nađa Ninković         | -           | ritirata   |
| C        | Federica Mastrodicasa | Pesaro      | definitivo |
| S/O      | Giulia Pascucci       | River       | definitivo |
| P        | Alessandra Petrucci   | River       | definitivo |
| S        | Adele Poggi           | Beng Rovigo | definitivo |
| L        | Letizia Savelli       | ?           | definitivo |
| P        | Ilka van de Vyver     | Kamnik      | definitivo |
| P        | Giorgia Vingaretti    | Chieri '76  | definitivo |

## Risultati

### Serie A1

#### Girone di andata
| 1ª giornata - 18 ottobre 2015 PalaPanini, Modena                 | LJ              | 3 - 0 | San Casciano           | 25-20, 25-14, 25-20               |
| 2ª giornata - 25 ottobre 2015 Nelson Mandela Forum, Firenze      | San Casciano    | 3 - 2 | River                  | 20-25, 25-23, 23-25, 29-27, 15-13 |
| 3ª giornata - 1º novembre 2015 PalaResia, Bolzano                | Neruda          | 3 - 1 | San Casciano           | 20-25, 25-17, 25-19, 25-22        |
| 4ª giornata - 4 novembre 2015 Nelson Mandela Forum, Firenze      | San Casciano    | 0 - 3 | AGIL                   | 21-25, 22-25, 16-25               |
| 5ª giornata - 8 novembre 2015 PalaNorda, Bergamo                 | Bergamo         | 3 - 0 | San Casciano           | 25-14, 25-19, 25-14               |
| 6ª giornata - 15 novembre 2015 Nelson Mandela Forum, Firenze     | San Casciano    | 2 - 3 | Obiettivo Risarcimento | 25-16, 16-25, 29-27, 19-25, 8-15  |
| 7ª giornata - 22 novembre 2015 Palazzetto dello Sport, Scandicci | Savino Del Bene | 3 - 0 | San Casciano           | 25-9, 25-20, 25-17                |
| 8ª giornata - 28 novembre 2015 Nelson Mandela Forum, Firenze     | San Casciano    | 1 - 3 | Busto Arsizio          | 19-25, 20-25, 25-19, 21-25        |
| 10ª giornata - 6 dicembre 2015 PalaYamamay, Busto Arsizio        | Club Italia     | 3 - 0 | San Casciano           | 25-15, 25-17, 25-23               |
| 11ª giornata - 13 dicembre 2015 Nelson Mandela Forum, Firenze    | San Casciano    | 0 - 3 | Flero                  | 14-25, 20-25, 17-25               |
| 12ª giornata - 19 dicembre 2015 PalaRadi, Cremona                | Casalmaggiore   | 3 - 2 | San Casciano           | 25-19, 18-25, 25-20, 14-25, 15-10 |
| 13ª giornata - 22 dicembre 2015 PalaVerde, Villorba              | Imoco           | 3 - 0 | San Casciano           | 25-19, 26-24, 27-25               |

#### Girone di ritorno
| 14ª giornata - 17 gennaio 2016 Nelson Mandela Forum, Firenze        | San Casciano           | 1 - 3 | LJ              | 18-25, 19-25, 25-23, 23-25        |
| 15ª giornata - 24 gennaio 2016 PalaBanca, Piacenza                  | River                  | 3 - 1 | San Casciano    | 25-19, 27-25, 33-35, 25-19        |
| 16ª giornata - 31 gennaio 2016 Nelson Mandela Forum, Firenze        | San Casciano           | 3 - 2 | Neruda          | 15-25, 25-22, 25-20, 23-25, 15-12 |
| 17ª giornata - 3 febbraio 2016 PalaTerdoppio, Novara                | AGIL                   | 3 - 0 | San Casciano    | 25-22, 25-22, 25-22               |
| 18ª giornata - 7 febbraio 2016 Nelson Mandela Forum, Firenze        | San Casciano           | 0 - 3 | Bergamo         | 22-25, 17-25, 19-25               |
| 19ª giornata - 14 febbraio 2016 Palasport Città di Vicenza, Vicenza | Obiettivo Risarcimento | 3 - 1 | San Casciano    | 18-25, 25-23, 25-23, 27-25        |
| 20ª giornata - 21 febbraio 2016 Nelson Mandela Forum, Firenze       | San Casciano           | 2 - 3 | Savino Del Bene | 11-25, 19-25, 25-20, 25-21, 13-15 |
| 21ª giornata - 28 febbraio 2016 PalaYamamay, Busto Arsizio          | Busto Arsizio          | 3 - 1 | San Casciano    | 25-19, 17-25, 25-22, 26-24        |
| 23ª giornata - 6 marzo 2016 Nelson Mandela Forum, Firenze           | San Casciano           | 3 - 1 | Club Italia     | 25-15, 25-19, 18-25, 25-17        |
| 24ª giornata - 13 aprile 2016 PalaGeorge, Montichiari               | Flero                  | 3 - 0 | San Casciano    | 26-24, 25-20, 25-22               |
| 25ª giornata - 26 marzo 2016 Nelson Mandela Forum, Firenze          | San Casciano           | 0 - 3 | Casalmaggiore   | 18-25, 16-25, 23-25               |
| 26ª giornata - 2 aprile 2016 Nelson Mandela Forum, Firenze          | San Casciano           | 3 - 1 | Imoco           | 25-20, 25-20, 20-25, 25-15        |

## Statistiche

### Statistiche di squadra
| Competizione | Punti | In casa | In casa | In casa | In trasferta | In trasferta | In trasferta | Totale | Totale | Totale |
| Competizione | Punti | G       | V       | P       | G            | V            | P            | G      | V      | P      |
| ------------ | ----- | ------- | ------- | ------- | ------------ | ------------ | ------------ | ------ | ------ | ------ |
| Serie A1     | 13    | 12      | 4       | 8       | 12           | 0            | 12           | 24     | 4      | 20     |
| Totale       | -     | 12      | 4       | 8       | 12           | 0            | 12           | 24     | 4      | 20     |

G = partite giocate; V = partite vinte; P = partite perse

### Statistiche dei giocatori
| Giocatore       | Serie A1 | Serie A1 | Serie A1 | Serie A1 | Serie A1 | Totale | Totale | Totale | Totale | Totale |
| Giocatore       | P        | PT       | AV       | MV       | BV       | P      | PT     | AV     | MV     | BV     |
| --------------- | -------- | -------- | -------- | -------- | -------- | ------ | ------ | ------ | ------ | ------ |
| M. Bechis       | 12       | 26       | 8        | 14       | 4        | 12     | 26     | 8      | 14     | 4      |
| R. Calloni      | 23       | 207      | 145      | 52       | 10       | 23     | 207    | 145    | 52     | 10     |
| N. Krsmanović   | 12       | 117      | 91       | 25       | 1        | 12     | 117    | 91     | 25     | 1      |
| L. Martinuzzo   | 10       | 32       | 21       | 2        | 9        | 10     | 32     | 21     | 2      | 9      |
| F. Mazzini      | 7        | 0        | 0        | 0        | 0        | 7      | 0      | 0      | 0      | 0      |
| C. Negrini      | 17       | 116      | 103      | 3        | 10       | 17     | 116    | 103    | 3      | 10     |
| N. Ninković     | 7        | 59       | 48       | 10       | 1        | 7      | 59     | 48     | 10     | 1      |
| B. Parrocchiale | 24       | -        | -        | -        | -        | 24     | -      | -      | -      | -      |
| E. Perinelli    | 20       | 53       | 47       | 2        | 4        | 20     | 53     | 47     | 2      | 4      |
| G. Pietrelli    | 21       | 52       | 50       | 1        | 1        | 21     | 52     | 50     | 1      | 1      |
| C. Țurlea       | 24       | 362      | 329      | 27       | 6        | 24     | 362    | 329    | 27     | 6      |
| S. Ušić         | 9        | 113      | 92       | 16       | 5        | 9      | 113    | 92     | 16     | 5      |
| I. van de Vyver | 12       | 22       | 12       | 6        | 4        | 12     | 22     | 12     | 6      | 4      |
| T. Vanžurová    | 20       | 222      | 198      | 9        | 15       | 20     | 222    | 198    | 9      | 15     |

P = presenze; PT = punti totali; AV = attacchi vincenti; MV = muri vincenti; BV = battute vincenti